# Dravegny
Dravegny är en kommun i departementet Aisne i regionen Hauts-de-France i norra Frankrike. Kommunen ligger  i kantonen Fère-en-Tardenois som ligger i arrondissementet Château-Thierry. År 2022 hade Dravegny 132 invånare.

## Befolkningsutveckling
Antalet invånare i kommunen Dravegny
Referens: INSEE